# Ice Club Torino
La società Ice Club Torino A.s.d. è affiliata alla Federazione Italiana Sport Ghiaccio (FISG), è stata fondata nel 1971 da Franco Masoero. È un'associazione sportiva dilettantistica che svolge la sua attività (Pattinaggio artistico su ghiaccio) a Torino e a Pinerolo.

## Storia
La squadra agonistica di pattinaggio artistico su ghiaccio dell'Ice Club Torino A.s.d. è tra le migliori in Italia e rappresenta l'Italia in moltissime manifestazioni nazionali e internazionali.
Ice Club Torino A.s.d. è l'associazione della pluricampionessa italiana assoluta Giada Russo.
Ice club Torino A.s.d. ha il record storico piemontese come maggior numero di atleti entrati nella Nazionale Italiana.
La società è affiliata anche alla UISP e partecipando ai Campionati Italiani, ha vinto vari titoli.
Molti atleti di fama internazionale si sono appoggiati per la loro formazione agonistica a questo club. 
Ice club Torino A.s.d. vanta allenatori e coreografi quali Edoardo De Bernardis e Claudia Masoero.

## Strutture
La attività sportive della società si svolgono presso il PalaVela e presso il palazzetto del ghiaccio PalaTazzoli.